# Dames de ferro
Dames de ferro (títol original, Teräsleidit) és una pel·lícula finlandesa del 2020 dirigida per Pamela Tola. S'ha doblat i subtitulat al català.
La pel·lícula va ser nominada a tres premis Jussi i Saara Pakkasvirta va guanyar la categoria a millor actriu secundària.